# Thelotrema gallowayanum
Thelotrema gallowayanum är en lavart som beskrevs av Mangold, Elix & Lumbsch. Thelotrema gallowayanum ingår i släktet Thelotrema och familjen Graphidaceae.   Inga underarter finns listade i Catalogue of Life.